# Carthage (Carolina del Norte)
Carthage es un pueblo ubicado en el condado de Moore en el estado estadounidense de Carolina del Norte. Es sede del condado de Moore. El pueblo en el año 2000, tenía una población de 1.871 habitantes en una superficie de 15,2 km², con una densidad poblacional de 124,1 personas por km².

## Geografía
Carthage se encuentra ubicado en las coordenadas 35°19′46″N 79°24′31″O / 35.32944, -79.40861. Según la Oficina del Censo, el pueblo tiene un área total de 15,2 km² (5,9 mi²), de la cual 15,1 km² (5,8 mi²) es tierra y 0,1 km² (0 mi²) (0.68%) es agua.

### Localidades adyacentes
El siguiente diagrama muestra a las localidades en un radio de 16 kilómetros (9,9 mi) de Carthage.

## Demografía
En el 2000 la renta per cápita promedia del hogar era de $35.050, y el ingreso promedio para una familia era de $43.594. El ingreso per cápita para la localidad era de $17.343. En 2000 los hombres tenían un ingreso per cápita de $32.305 contra $23.603 para las mujeres. Alrededor del 17.40% de la población estaba bajo el umbral de pobreza nacional.